# 世界平和は一家団欒のあとに
『世界平和は一家団欒のあとに』（せかいへいわはいっかだんらんのあとに）は、橋本和也による日本のライトノベル。イラストはさめだ小判。第13回電撃小説大賞金賞受賞作。電撃文庫(アスキー・メディアワークス）より2007年2月から2010年6月まで全10巻が刊行された。
葵せきなのライトノベル『生徒会の四散』で、真儀瑠紗鳥が自分の家族のことを「『世界平和は一○団欒のあとに』的だな」と形容するシーンがある。

## ストーリー
かつて、戦があった。世界に覇を唱える魔王率いる魔族たちと、それに虐げられる者たちとの戦い。その中で人間たちは自らの持つ魔法の力を使い、異世界より「勇者」を召喚。勇者は召喚された国家の姫君と共に魔王討伐に旅立ち、そしてついに魔王を討ち滅ぼす。しかし魔王は今わの際に勇者と姫君を自らのいる世界からドコとも知れぬ別世界へと転送し相打ちを謀った。結果として勇者と姫君は魔王の目論み通り、自分たちの冒険してきた世界から遠い世界へと飛ばされる事になる。即ち、勇者の故国であった現代日本へと。
それから数十年の月日が経過した。
現代日本にて立派にたくましく所帯を持った勇者と姫君の一家・星弓家。そこに生まれた兄弟姉妹はみんな一般人の持ち得ない特殊な力を持っている。そして、そんな彼らは世界の危機を巡る事件に巻き込まれては否応なく解決しなければならない星のもとに生まれていた。そんな日々の中で、長男・軋人は自らと世界と家族を襲う3つの危機に同時に直面する。
これは世界平和を守る一家が織りなす、おかしくあたたかい物語。世界平和を守るため一家の平和を守る、一家でも最弱とも言えるであろう長男の、自分の世界の最小単位である「家族」を守るための、ささやかなる奮闘の物語である。

## 登場人物

### メインキャラクター
星弓 軋人（ほしゆみ きしと）　
能力名および二つ名は“冒涜”　効果は生命力の操作。　
本作の主人公。星弓家長男、上から3番目の高校2年生、17歳。非常識な星弓家の中の数少ないツッコミ役。
ナイフで切りつけた相手の生命の流れを意のままに操る。「生命」を全て抜き取り即死させることも、1年間昏睡状態にすることも可能。また、流れを切り離せば人体をバターのように切断することもできる。また、生命操作とは別に体術、超人的な脚力を有しており、白兵戦では高速移動で敵の攻撃を掻い潜りつつ必要最低限の「生命」を抜き取る事が基本戦術。ただし相手との能力に差が有りすぎると抜き取った力を抑えきれずにダメージを負うため、七美などには不利となる。戦闘は中々手馴れたもので、命のやり取りには慣れている様子。実は密かにフラグ体質であったりする。
ストーリーが進むにつれ奪い取った「生命」を一時的ながらも自らのエネルギーとする「強奪」や、自分自身を切り「生命」を操作することで痛覚を麻痺させる（軋人はこれをドーピングのようなものと言っていた）など、己の力の成長や発展に成功している（なお、これらの行動にはかなりの反動が伴うため多用は不可能）。また、七美から奪ったエネルギーを強化に回し、時は父である耕作とも対等に戦えるほどの強さを得た。
とある縁から香奈子の身を守る事になり、登下校などを共にするようになったが香奈子の周りから危険が去った後も万全を期す為と、とくにやめる理由も無いことから一緒にいる事は続いている。一人暮らしの香奈子の事をなにかと気にかけ夕食に家に招いたり、海に誘ったりと家族ぐるみの付き合いをしている。
香奈子とは先輩、後輩の立場ではあるが常に尻に敷かれ、頭が上がらない（軋人も年齢だけで偉く振る舞うつもりはないが、時折いいように使われている事には疑問を感じているが口には出せない）。
自身の事は「優しく、真面目な優等生」と評しているが実際は口より先に手が出るタイプの不良でその存在は香奈子らの下の学年にも知られている。商店街端にあるいわゆる不良のたまり場となっているゲームセンター「ゼアピース」に授業をサボって入り浸る事もしばしばあり香奈子にはそれらの言動をやめるよう注意されている。また地味に記憶力が抜群に良く同時に試験問題の癖を要領よく見抜く聡明さを持つため、不良同然の生活を送っているにもかかわらず赤点をとるような事態には至っていない。
柚島 香奈子（ゆずしま かなこ）
能力は物理事象的かつ生体機能的なヒーリングおよび修復。本作ではこれを回復魔法と称する。星弓家の人間ではないため能力名および二つ名は無し。
本作のヒロイン的存在。星弓家4女・美智乃の親友。美智乃には劣るものの触れただけで傷を癒す回復魔法の使い手（割れた皿も元に戻せる）であり、その能力を狙ってか怪人に襲われているところを軋人に助けてもらう。その後も軋人には護衛を続けてもらっているが実際は暴走しがちな軋人を時には止め、時には使ったりと主導権を握っているのはどちらかというと香奈子。軋人を更生させようとしており目つきの悪さを注意したり、ポケットに手を入れて歩くことをやめさせたりと保護者のような立場になることも。
美智乃のクラスメートで委員長。クールで澄ました性格でツンデレのような描写がある。年上の軋人にも同じ学生なのに一年早く生まれただけで先輩面されるのがイヤとの理由で敬語を使わずに話したりと物怖じしないが耕作や志乃、七美達には礼儀正しく接する優等生。人の面倒、特に年下の世話が上手くある事情から幼児化してしまった彩美には志乃よりも懐かれママと呼ばれた。お化け屋敷やオカルト系にはめっぽう弱く普段からは想像もつかないほどに取り乱す。
両親は海外勤務であり、兄がいたのだが自殺したということになっていた。しかし実は両親は事故によって死亡しており、そのショックで廃人寸前の妹の精神を守るため、兄が加奈子の記憶を操作し「両親は生きている」「死んだのは兄」と意識をすり替え、思い込ませているにすぎなかった。加奈子の兄は10巻でラスボス的存在として登場し「神に逆らうため」に恐ろしい企みを巡らす。以上の事情より実質一人暮らしの状態だが、軋人達も感心するほどのそのしっかりとして几帳面な性格から家事・炊事一切を完璧にこなしているためなんら不自由はない様子。11月生まれ。
星弓家の人々からは、かなり気に入られており年長組からは「ゆーちゃん」（彩美）、「ゆっちー」（七美）などと呼ばれ、耕作にも「この娘に『お義父さん』と呼ばれたい」と言われるほど。元より親友である美智乃は「香奈ちゃん」と呼び、刻人の彼女を自認する梢からは物語終盤において「義姉さん」とすら呼ばれる。軋人と香奈子の交際が確定すると軋人は家族から「香奈子を泣かせたら軋人を勘当して星弓家から追い出し香奈子を養子に迎える」とまで宣告されてしまうほどになる。

### 星弓家
星弓 彩美（ほしゆみ あやみ）　
能力名および二つ名は“災魔”。四大元素を核とした魔法を操る。ただし攻撃に特化しており防御・回復やステータス異常を起こす事などは出来ない。
星弓家長女、1番上の25歳。独身。四捨五入すると30になることを気にし出しており、いつもハイティーンへの若返りを願うような発言を繰り返す。また、職業は自称「運び屋」という怪しげな仕事をしている。魔法を自在に操る能力を持つが前述の通り攻撃用のみに限り、回復魔法や催眠等は使えない。しかしその技のバリエーションは多岐にわたり単純な火の玉や放電攻撃から雷の槍、炎の剣、敵を貫く光の雨等個人での戦闘能力は星弓家でもかなりのもの。
4巻以降は10歳児に変身できる「変身魔法」を得る。ただし変身できるのは実年齢と10歳児バージョンの2通りで、常にハイティーンに若返りたいと愚痴っている本人としては非常に不服らしい。
性格は常に落ち着き、沈着冷静だが、無類の酒好きで酔った状態は普段の様子とは程遠いよっぱらい的存在（軋人曰く、「百年の恋も一瞬で覚めるような格好でソファーに眠りに着く」とのこと）。また、不器用で要領が悪い（主に人間関係）という面も持つ。小学校では成績は優秀だが通知表には欠かさず「もう少しみんなとおしゃべりしましょう」「自分の意見をちゃんと　いいましょう」と書かれ、中学生のころは孤高を貫く一匹狼の女番長だったらしい。その後も「教授とソリが合わない」「和気あいあいでお気楽な雰囲気が嫌」との理由で誰もが　一目置くような一流大学を辞め、「上司とか同僚とか、面倒くさい人間関係が嫌」等の理由から「運び屋」という現在の職に就く。
星弓 七美（ほしゆみ ななみ）　
能力名および二つ名は“超越”。超人的（宇宙レベル）な身体能力を持つ。
星弓家次女、2番目の19歳。その力が宇宙レベルであるのと同じく、その活動範囲もまた宇宙規模。具体的に言えば、地球支配を目論む「銀河大連盟」を反乱軍と共に壊滅に追い込んだり、「銀河辺境警備隊」らと協力しあらゆる存在を消そうとする宇宙テロリストを撃破したりと本当の意味で地球を守っている存在。どこか一つの組織に身を置くことはないが「銀河連邦軍」、いわゆる宇宙警察（宇宙軍）とはよく行動を共にする。というのも有毒ガスを含む薄い酸素の中を防護服無しに進み、未知の宇宙生物であっても素手で撃退できる七美の力は宇宙でも破格であり未開惑星調査等の際にはとても重宝されるためである。七美自身にも宇宙での人脈が手に入り、地球を守る為に役立つという利点があるため協力関係は続く。ただし地球人である七美が宇宙に幅をきかせる事を良く思わない者はそれなりに多く七美を失脚させるための弱みを探る者もいる。「銀河連邦軍」の中でも七美が心を許せるのはサフィ大尉ぐらいである。
このような活動をしているため地球では無職だが、国家権力にも顔が利くらしく地域一帯を七美の権限で封鎖する事も可能。またそういう場所に入りたいときには「Nの関係者」と言えば通行を許可される。
フィジカルな面でほぼ無敵である反面、催眠など身体に何らかの変調をきたす魔法に弱く、精神的に単純で暗示などにかかり易いという思わぬ弱点を持つ。5巻では、この弱点を効果的に突かれて無力化され、軋人や美智乃に「RPGによくいる対ボス戦でステータス異常にかかり易いキャラ」扱いされてしまう。
借りた物は「失くす」ないしは「壊す」という悪癖があり、軋人のCD、マンガ、ゲーム、金（踏み倒し）、自転車がすでに犠牲となっている。おまけにセンスもかなり微妙で自身の決め台詞に特撮やアニメの悪役のセリフを使ったり、かつての悪の組織が作り上げた「番組1話目で敵役として登場して正義の味方にやられそうなデザインのロボット」を「カッコイイ」と評価して持ち主からの強奪を謀ってみたりと、地球の正義を守っている割に精神構造やセンスは「悪の大首領」レベルである。そのため傍若無人で軋人の壁となることが多いが、いざというときには頼れる姉である。しかし、一方で「かわいいもの好き」でもあり、特に子どもが大好き。しかし自分の力の加減によっては子どもたちを傷つけてしまうため、時に子どもに対しては触れ合いをためらう場面も多い。
ナナ
9巻にて初登場。
七美が調査に赴いた未開惑星にて発見された、ソーダブルー色を持つスライム状の不定形生物。発見時に七美が無遠慮にべたべたと触りまくった事で七美に似た幼い少女の姿を取るようになる。少女態ではロングヘアであり髪と瞳の色が原形を残したソーダブルー色となっている。
七美に懐き、七美の事が心から大好き。さらには七美がこれに応えた事で、心優しく感情豊かな子どもへと成長する。七美にとっては目に入れても痛くないほど実娘同然の存在であり、七美につけられた名前である「ナナ」も「七美」の「七」に由来する。しかし同時に常に宇宙の政治的に危うい立場にいる七美にとっては、時に自身の立場を地球を巻き込んで危うくしてしまう大きな弱点ともなってしまう。
最終的には正式に七美の保護後見の元に（つまり七美の子として）育てられることになる。そのため星弓家の一員となったといってもよい。七美自身はずみではあるがナナに星弓の姓を与えた状態で呼ぶ場面もある。
星弓 軋奈（ほしゆみ きしな）　
能力および二つ名は“創生”。生命を創造する能力を持つ。
星弓家三女にして上から4番目の子ども。軋人の双子の妹だったが、10歳の誕生日にこの世を去っている。
双子ということもありその外見は当時の軋人とは鏡に映したように瓜二つで、それは小学生になり軋奈が髪をツインテールにするまでは家族にも見分けはつかないほど。
兄、軋人よりも三ヵ月ほど早く能力に目覚めていたがその能力とは生命を創りだすという特殊な能力であった。
10歳当時の段階では小さなカエルを生み出す程度だったが、既に軋奈本人や七美はその能力が世界に及ぼす影響を危惧していた。その果てに軋奈は自らの能力が発展する前に自身をこの世から消すことを画策。最初は七美に自らを殺してほしいと斯うが拒否されたため、能力に目覚めたばかりだった兄の軋人を巧みに誘導してこれを達成させてしまう。この軋人による軋奈の自殺幇助は、1巻時点で星弓家に深い影を落とし（間違った意味で）自らを追い詰めた美智乃の規範行動と化す。また1巻の物語は同時に、この影を払拭するための物語でもある。
星弓 美智乃（ほしゆみ みちの）
能力名および二つ名は“祝福”。効果は香奈子と同じ回復魔法。　
星弓家四女、上から5番目の高校1年生、16歳。傷を癒す回復魔法の使い手。美智乃の回復魔法は単なる傷の治療に限らず、窓ガラスや皿等の無生物の復元までも可能。また、優秀な魔法使いでも2～3日は時間を要すると言われる骨折等の重度の負傷、さらには完全に体から千切れ、切り離された腕、脚、の治療、着け直しすら可能でありその脅威の力には異世界での屈指の魔法使いである志乃が舌を巻くほどである。無論それらは全てが初めから出来た訳ではなく、幼い頃より使い続けた事による成長・発展の結果である。しかし美智乃自身はその力がいずれは死者蘇生（レイズデッド）という世界の秩序に逆らう業に至るのではないかと危惧することもあったが、1巻で兄の説得により事なきを得た上で10巻にて「回復はあくまでも回復に過ぎず失われたものを取り戻すまでには至らない」という境地に至る。
性格は明るく活発で、軋人によくちょっかいを出しては殴られる。軋人と柚島の行く末を見守る者の一人でなにかと気にかけているが、何とも言えない二人の微妙な関係にやきもきする事も。また「最近は回復役も戦闘ぐらいできなきゃ」と考えており、拳銃、重火器、暗器等を駆使し一人でもそれなりに戦える。反射神経と判断力を鍛え上げ、危険を察知したら迷わず撃つ事にしている。これは、仮に致命的な部位を撃ってしまっても美智乃ならその場で治癒することが可能だからこそできる行動である。そのため部屋のクローゼットになにやら怪しげな物を仕舞いこんだり、居間で堂々と銃のメンテナンスしたりと妹の未来を案じる軋人を余所に日々戦闘の準備は怠らない。ベンツの運転もなかなかのものであり、ヘリの操縦もできるらしい。すさまじいまでの大食いであり、軋人曰く「食の神」や「エンゲル番長」。
またホテルの支配人にVIP扱いされたり、銃を調達したりと得体の知れない人脈を多々もっている模様。
祖父・大三郎や、その側近である九藤煉次に言わせれば、その能力も相まって、兄弟たちの中でも祖母である織花に最もよく似ていると言われる。
星弓 刻人（ほしゆみ こくと）　
能力名および二つ名は“破壊”。七美レベルではないものの、通常の物理力ではダメージを追わない、超人的な身体能力を誇る。
星弓家次男、末っ子の14歳。とんでもない怪力と頑丈な肉体の持ち主。市街のヤンキーたちの争いを一人で平定したことからヤンキーたちには一目置かれており、中等部、高等部にも彼のファンは多い。直情的で優しい正義漢。戦い方は、掴んで叩きつけてぶん投げるというシンプルで豪快なもの。
メガネを愛用している優等生にして星弓一家では軋人以上の常識人。兄が前述の通り不良同然の短絡性を持つために星弓家の良心と言っても過言ではないが、兄と比して要領が悪いために学業はかなり努力を積まないと一般的な点数を取る事が出来ない。また、常識人であるがゆえに一家では一番、影が薄く美智乃からは「グリーンの子」扱いされる事もしばしば。
精神的に暴走しやすく頑固者な一面を持つ。また様々な事を自らの内に抱え込みやすく、かなり微妙な危うさを持っている。
星弓 志乃（ほしゆみ しの）　
“元姫君”の二つ名を持ち、魔法全般をバランスよく使用できる。
軋人たちの母。本名はシノン=アーダルハント。二つ名が示す通り、その正体は異世界の大国「聖アーダルハント王国」の第一王女である。魔王を討つために召喚された耕作とともに旅をし、これを撃破することに成功した。しかし魔王に今の世界、すなわち地球に跳ばされ、この世界で生きていくことを余儀なくされた。晴れて結婚した2人は6人の子を儲け（うち軋奈は逝去）、現在では「トイレットペーパーの特売・お一人様1個限り」などのセールは決して逃さないぐらい順応している。耕作にぞっこんであり、それゆえに極度のやきもち焼きである。嫉妬による暴走で家が半壊することもある。
星弓 耕作（ほしゆみ こうさく）　
“元勇者”の二つ名を持つ。
軋人たちの父。実父（軋人たちの祖父）が興した会社群の経営コンサルタントとして活動している45歳。経営コンサルタントとは言うが結局は社の実権を握っているため実質はCEO的な立場にいる。
高校2年の時に自らの行動に際して邪魔であった実父の組織を潰した後、異世界に召喚されて魔王を討伐に赴いた過去を持つ。志乃のノロケ話では、10mはあるドラゴンを召喚された矢先にそこらに転がっていた剣で一刀両断したという、志乃曰く「スッゴイ剣の達人であったらしい」。
耕作本人には他の家族のような特殊な能力はなく持ち前の身体能力を武器とするが、星弓家の大黒柱に相応しく40代を迎えてなおその実力は健在で目にも止まらぬ抜刀から納刀のモーションを可能にする剣術は軋人の目から見てもまるでバリアを張っているかのように頭上、背後を問わずあらゆる攻撃を防ぎ、ライフルの弾丸さえも弾く程の超人的なもの。
高校時代には七股をかけていたという極度の女好きの性格も今なお健在で志乃の家を破棄するほどの嫉妬を買うことも度々。また、それについては軋人ら子供達にも「兄弟全員で囲んで動かなくなるまでボコろう」という協定がたつほど。
星弓 大三郎（ほしゆみ だいさぶろう）
“元首領”の二つ名を持つ。
軋人たちの祖父。戦後の闇市からのしあがり、世界政治の黒幕として清濁を併せ呑み世界規模結社の首領として様々な策謀を巡らしていたが、妻の死と息子の反逆により組織が瓦解。実権を息子に奪われて後は海岸沿いの別荘で静かな隠居生活を送っている。現在でもキナ臭い話が大好きであり、率先して起こすトラブルメーカー。
軋人の不良な行動や、その場にいない弟にすべてを押し付けるかのような言動を見て「悪の才能バッチリ」と評価し、孫を少し落ち込ませた。
星弓 織花（ほしゆみ おりか）
大三郎の妻であり軋人たちの祖母。そのため“元首領の妻”の二つ名を持つ。実は回復能力の持ち主。ただし美智乃や柚島の能力よりも効果は弱く、切り傷を治せる程度の能力であった。その一方で戦時中は、その能力から軍に追われた過去を持つ。
大三郎の結社が行っていた実験のミスと暴走による事故に巻き込まれ、すでに他界している。大三郎の側近にして盟友でもある九藤煉次の幼馴染でもあった。そのため彼女の最期と彼女が煉次に残したカセットテープが8巻での騒動を生む。

### セミレギュラー
鶴見 啓吾（つるみ けいご）
鶴見家長男、上から2番目の中学生で刻人とは同級生。刻人のライバルにして「究極の存在」たる事を自称する。1巻で刻人が解決に動き、軋人が巻き込まれた事件の黒幕。特殊能力者を集めて徒党を組み、世界に覇を唱え人類を高度なレベルに導くという目的を抱き、刻人や柚島の能力を狙っていた。最終的に刻人と対峙して雌雄を決しようと刻人と語りを朗した時に軋人に乱入された上で「語りが長い」と倒される。そのため、色々な意味ですべてを台無しにした軋人を恨むようになる。
自身の能力である衝撃波を用いて「自分は究極の存在」という暗示を自身にかけ軋人に挑み続けているが、なんなく撃退され捕まっては説教されている。最終的に2巻で暗示と悪の家系を捨て美形キャラとなり「正義と悪の舞台」から華麗に退場した。
自家に代々と続く「家業」については「別に家訓や教育として、そうあるわけではなく、なんとなく惰性として続けているだけ」と評し、実際には乗り気ではなかったが、一族の空気に流されるまま「悪」を「演じて」いた。さらには幼いころに姉と共に優しかった祖父の「悪として正義の味方に殺される」という壮絶な最期を目にして「どれだけ悪を極めようとも、最期には正義という、もっと大きな力に殺される」という「悪の末路」を悟っていた。そのために何とかして一家を悪の道から修正し、寿命を全うに迎えられるようにしようと動いていた。そういう意味では結果論とはいえ「自分たちを殺さずに済ませてくれた」軋人に感謝している。
鶴見 修平（つるみ しゅうへい）
啓吾の父親。悪の組織・クリムゾンデスロードの元統領。1巻で軋人の回想に登場し2巻で本格的に登場。真っ赤なマントに雄々しい角を備えた兜が特徴的だったが軋人に組織を潰される。挙句の果てに軋人を道連れに基地ごと自爆しようとするも、軋人には逃げられたうえ、自らは自動脱出装置で逃げ延びてしまう。結果として志破れ以降は、いかにもリストラされたサラリーマンのようによれよれのスカジャンで日々仕事を探している。職歴は「秘密結社首領」であり、一組織を治めていただけに身内には心優しく人望も悪くない。また誰よりも家族を大切にしており、特に娘には「悪の道を歩んで自滅に向かうよりも平穏で普通な子を産み育てて未来を繋げる人生を歩んでほしい」と願い、娘に恨まれることすらも厭わずに悪の道には進ませまいとしていた。
名前について「悪の組織の首領なのに修めて平和にしてどうすんだよ」と軋人につっこまれた。後に軋人たちの通う学校の用務員となり、人生の再スタートを切る。
瀬玖 竜助（せく りゅうすけ）
4巻にて初登場。彩美の高校時代の友人で現在は工場作業員の職に就いている。大柄であり体育会系の体格の持ち主。
高校生時代の「魔女」事件をきっかけに彩美、愛華、シュウ（後述）と知り合う。
こちらの世界にやってきたシュウと最初に接触した人物。初めは疑っていたがその真剣な態度にシュウを信じるようになる。
特別な能力を持っているわけではないが棒術を心得ているらしく「犬」退治の際には魔力を溜め隙の出来る彩美をカバーする役割を担う。そのため実は彩美から好意を抱かれていたが、彼自身は彩美はシュウが好きなのだと勘違いしていたために、彼女の好意に気付くことが出来なかった。
4巻の事件を経て改めて彩美に告白され、つきあう事になる。以降の登場は無いが、折に触れて彩美に関する話の内容で「愛車の助手席が大きくなった」など、彼の存在を髣髴とさせる話題が登場する。
神野 / 平沢 梢（じんの / ひらさわ こずえ）
7巻にて初登場。能力は「予知」と「強運」だったが後に劣化し精度が落ちて「直感力」となった。
刻人のクラスメイト。登場当初は神野姓。未来予知の能力の持ち主で一部の人から「神様」と呼ばれている。ヘッドホンをいつも首から下げており、これを耳にする事で未来が見える。子供の時の事故（一家心中）以降、体内に何かが憑依しており、梢の父親はその力によって莫大な財を得る事になる。と、同時に娘に対する愛情は見せず「便利な道具」としか思わない父親に嫌悪を感じ、事故以降、遠くに行ってしまった母親に会おうと決心して刻人に協力を求める。
15歳の誕生日に憑依された高エネルギー体に自らの体と意志を奪われる運命にあった。そのため登場当初は、かなり斜に構えた性格となっていた。しかし自らの最期を目前にして自らの元を離れた母親に対し「自身に対して愛情を少しでも抱いてくれていたのかを知りたい」という心残りがある事に気づき、刻人と共に母の元へと赴く。一方で刻人は、この運命を回避するために奮闘し、高エネルギー体との折衝の末に梢の命と意志を存えさせることに成功する。
母と出会った後、母親の元に身を寄せ、母の姓である「平沢」を名乗るようになる。その上で自らを助けてくれた刻人に深く感謝し、8巻以降は刻人の恋人となる。猫っぽい気儘な性格である一方、これまでの孤独の反動から甘えたがりとなっており、プライベート時は、ほぼ刻人にべったり状態となっている。
平沢 恵美（ひらさわ めぐみ）
7巻終盤にて初登場
梢の母。体が弱く、長期入院している。娘と離れたのは決して愛情が無かったためではなく、離婚調停の際、体の弱さと入院を理由に「梢を養う生活能力および経済基盤が無い」と家庭裁判所に判断されて梢の親権を剥奪されたためであった。
7巻の一件以降は退院して梢の希望により彼女の親権を取り戻し、共に暮らすようになる。母娘の出会うきっかけを与え、さらには梢の命を救った刻人を深く信頼しており、2人の交際を心から歓迎している。
九藤 煉次（くとう れんじ）
8巻にて登場。ただし名前だけならば5巻にて表記あり。
大三郎の側近にして盟友かつ懐刀。戦時中より互いに戦災孤児であった織花の幼馴染であり、幼い頃から彼女をずっと守ってきた男。美智乃に銃術および火薬取扱・トラップ仕掛などの「物騒な」特殊技能を叩き込んだ人物。美智乃にとっては師匠であり実の祖父以上に祖父同然の人物。
かつての事故から織花を守れなかったことを一生の悔恨として引きずっており、美智乃と織花を重ね合わせている。これに伴い「回復能力では自分を守ることは出来ない」と美智乃を諭して自分の孫との縁談を目論む。しかし美智乃が縁談に消極的であったため、これに首を縦に振らせるために美智乃に対して、互いの命を懸けた危険な鬼ごっこを仕掛ける。
若いころは大三郎の組織における暴力的な部分の統括や時には自ら鉄砲玉を引き受けることもあり、老境にあってなお「ブチ切れた」体術（無手勝で非論理的ではあるが、実戦で磨き上げられた故に実用性においては他に追随を及ぼさず軍人・暗殺者など、その手の職業的プロフェッショナルすらも退けるケンカ殺法）を駆使する。しかし、若いころの不摂生が祟っており同時に糖尿病の合併症で手術および入退院を繰り返してしまう一面もある。
サフィ
9巻にて登場。銀河連邦軍に所属している七美の友人。階級は大尉。地球人ではなく、よその星の人間。
職務に実直であり、かなり杓子定規でバカ正直な女性軍人。軍人として規律と理性に従う行動を常としているため、感情に従い直感一直線で行動する七美とは任務上では相性が少し悪く対立する事も多いが、その分、互いの立場を理解し合い親友として認め合う間柄でもある。
9巻ではナナを巡って七美と軍（上官）の板挟みに晒されて苦悩するも、一軍人として使命を全うする道を選ぶ。しかし軋人たちの活躍の果てに軍の暗部が露呈したために七美に味方し、軍の膿を絞り出す側に回った。
柚島 帯秋（ゆずしま たてあき）
10巻にて登場。柚島香奈子の実兄。他人の能力を奪い取り、自らのものとする能力を持つ。軋人の「強奪」と異なり能力吸収に伴う自身への反動が起こらない。この能力を自覚して以降、旅に出ては能力者を狩り出し、その能力を奪うという「能力ハンター」の如き生涯を送っていた。そのために、あらゆる現存能力を駆使する事ができ、その能力の振り幅はもはや万能とも言える。また、それゆえに「能力万能主義者」とも言える思想を持つに至る。また、得た能力は他人に植え付ける事が出来る。
物語開始以前、美智乃を襲って彼女の能力を僅かに奪い、妹（すなわち香奈子）に移植し、その能力を成長させるために星弓家と接触しやすい位置へと彼女を放り込んだ。一方で美智乃に対しては記憶を操作し、襲った事実を消していた。
その目的は香奈子に移植した回復魔法を極限まで成長させて死者蘇生（レイズデッド）に昇華し、事故で死んだ両親を蘇らせること。さらには自らは能力を極限まで集め、時に無慈悲な運命を与える「運命という存在」を覆す事。すなわち「神を殺し自分たち兄妹を唯一の神とする」事を最終的な目標に置いていた。
実のところは家族依存の激しすぎるシスコンである。最終的には香奈子と軋人の恋愛寸前まで発展していた信頼関係に激昂。さらには美智乃同様「能力を極めても失ったものは戻る事は無い」事に思い至った香奈子によってサポートを受けられなくなり、軋人の「強奪」によってこれまで奪ってきた全ての能力を奪い取られて地に沈む。
敗北後は香奈子と共に彼女のマンションに戻り「せめて神によって失われるものが失われないよう運命に抗う」ため、本来の夢であった医者の道を目指すようになる。しかし往生際悪く軋人と香奈子の仲は絶対に認めないと駄々をこねている。

### ゲストキャラ
鶴見 優子（つるみ ゆうこ）
2巻に登場
悪の組織・クリムゾンデスロードの元将軍。当時はデスウィップと名乗っていた。とても3人の子供がいるとは思えないぐらい若々しい。派手目な感じで少し化粧が濃い。軋人曰く見た目の雰囲気は違うが根底に流れるものは志乃と同じ。「名前について優しい子なのか？」と軋人につっこまれた。
鶴見 銀子（つるみ ぎんこ）
2巻に登場
鶴見家長女。家出中の反抗期少女。強さは（地球にて力を抑えている）七美と同レベルであり、軋人は一度敗北した。
当初は父親の組織に参入して改革を起こし「真の悪の組織」として世界に覇を唱えようという野望を抱くも、娘の身を案じる父親に反対されて組織への参入を拒まれた。そのために新しい悪の組織を成そうとしており、仲間を集めるため家を出ている。
弟と共に優しかった祖父の死を目の当たりにして、祖父の仇討ちを願い、そのために（仇である正義の味方と巡り会うため）一流の悪となることを望むようになる。また、同じ体験を経て悪の道を捨てようとする弟を腰抜けと蔑み、父親を甲斐性なしと罵倒する。しかし父の真意を知り滂沱の涙を流すなど家族に対して愛情が失せているわけではない。
能力もさることながら頭の中身も微妙に短絡的で七美と同レベルのバカであり、状況や軋人の忠告も聞かずに七美に激突する。ところが逆に、その時の事を思い出すと思考が停止するほどに強烈なトラウマを刷り込まれるほど七美に叩きのめされ、以降は七美の存在を思い浮かべるだけで思考がフリーズを起こすようになる。
鶴見 正志（つるみ まさし）
2巻に登場
鶴見家次男、上から3番目の小学生。体が頑丈である。悪の大統領であった頃の父を尊敬し、憧れを抱いていたが修平が軋人に敗れてからはふさぎこみがちになり、いじめられるようになる。軋人の事を最初は嫌っていたが話すうちに仲良くなる。名前について「悪の家系としては正しい志をもってはいかんのではなかろうか？」と軋人につっこまれた。
エルナ
3巻に登場。魔法の事故で軋人の世界にやってきた女性。元々志乃が住んでいた世界の住人であり、志乃と耕作の旅の仲間だった。
ラストラ教という宗教の僧侶だが信仰心ゼロであり教会に所属している理由も路銀目当て、いろいろと親切にしてもらえるからという不純な物。
長い黒髪に白いワンピースという清純そうな見た目だがかなりの腹黒。
シュウ
4巻に登場
本名シュダルク=キューホック。志乃のいた異世界とはまた別の異世界から「魔女」を追ってやってきた青年。優秀な騎士で剣戟の速度は棒術で鍛えた竜助の眼にもぎりぎり追えるほど。
女性は優しく彩美や愛華には紳士的な振る舞いで接する一方、竜助には皮肉交じりの言葉をかけからかうが実際は突然異世界からやってきた自分を受け入れてくれた竜助の存在には感謝している。
佐伊木　愛華（さいき まなか）
4巻に登場
彩美の高校時代の友人。「魔女」事件が始まる以前から彩美とは友人で二人で夜遅くの帰宅中に「犬」に襲われていたところをシュウと竜助に助けられ、「魔女」退治に参加する。
神野 明彦（じんの あきひこ）
7巻に登場
梢の父。梢を娘でなく金儲けの手段としている。
J（じぇい）
7巻に登場
宇宙警察。梢の体内に憑依しているものを追う。
江藤巡査（えとうじゅんさ）
8巻に登場
軋人がたまにお世話になる人。昔はワルだったらしく軋人曰く「話のわかる警察官」。

## 既刊一覧
- 橋本和也（著）・さめだ小判（イラスト）、メディアワークス→アスキー・メディアワークス〈電撃文庫〉、全10巻
  - 『世界平和は一家団欒のあとに』、2007年2月10日発売[3]、ISBN 978-4-8402-3716-1
  - 『世界平和は一家団欒のあとに2 拝啓、悪の大首領さま』、2007年6月10日発売[4]、ISBN 978-4-8402-3887-8
  - 『世界平和は一家団欒のあとに3 父、帰る』、2007年9月10日発売[5]、ISBN 978-4-8402-3977-6
  - 『世界平和は一家団欒のあとに4 ディア・マイ・リトルリトル・シスター』、2008年4月10日発売[6]、ISBN 978-4-04-867022-7
  - 『世界平和は一家団欒のあとに5 追いかけてマイダーリン』、2008年7月10日発売[7]、ISBN 978-4-04-867137-8
  - 『世界平和は一家団欒のあとに6 星弓さんちの非日常』、2008年12月10日発売[8]、ISBN 978-4-04-867428-7
  - 『世界平和は一家団欒のあとに7 ラナウェイキャット』、2009年4月10日発売[9]、ISBN 978-4-04-867768-4
  - 『世界平和は一家団欒のあとに8 恋する休日』、2009年8月10日発売[10]、ISBN 978-4-04-867943-5
  - 『世界平和は一家団欒のあとに9 宇宙蛍』2010年2月10日発売[11]、ISBN 978-4-04-868336-4
  - 『世界平和は一家団欒のあとに10 リトルワールド』、2010年6月10日発売[12]、ISBN 978-4-04-868604-4